# 열사병
열사병(熱射病, 영어: heat stroke, heatstroke, sun stroke)은 체온이 40도 이상으로 오르는 심각한 온열질환으로, 붉은 피부, 두통, 어지럼증, 혼란을 동반한다. 운동성 열사병에서는 일반적으로 땀을 흘리지만, 고전적 열사병에서는 땀을 흘리지 않는다. 열사병은 갑자기 발생하거나 점진적으로 진행될 수 있다. 열사병 다발성 장기 기능 장애으로 사망에 이를 수 있으며, 보다 일반적인 합병증으로는 발작, 횡문근융해증, 콩팥 기능상실 등이 있다.
열사병은 높은 외부 온도 및 신체 활동으로 인해 발생한다. 이는 일반적으로 극심한 환경적 또는 운동성 열에 장기간 노출될 때 발생한다. 그러나 어린이나 노인, 특정 유전적 소인이 있는 경우 비교적 경미한 조건에서도 열사병에 취약하다.
예방 조치로는 충분한 수분 섭취와 과도한 열 노출 피하기가 있다. 치료는 빠른 신체 냉각과 지지 요법으로 이루어진다. 권장되는 방법으로는 물을 뿌리고 선풍기를 사용하거나, 얼음물에 담그거나, 차가운 정맥 주사액을 투여하는 것이 있다. 환자 주변에 얼음 팩을 추가하는 것은 도움이 되지만, 그 자체로는 가장 빠른 냉각을 달성하지 못한다.
미국에서는 열사병으로 인해 연간 600명 이상이 사망한다. 사망률은 1995년과 2015년 사이에 증가했다. 순수하게 운동으로 인한 열사병은 응급 상황이지만 자가 제한적인 경향이 있으며(환자가 경련이나 탈진으로 운동을 중단함) 치사율은 5% 미만이다. 비운동성 열사병은 훨씬 더 큰 위험을 초래한다. 아무리 건강한 사람이라도 열사병을 유발하는 환경에 의료적 조치 없이 방치되면 사망에 이를 때까지 계속 악화되며, 가장 심각한 경우 치료를 받더라도 65%가 치명적이다.

## 징후 및 증상
열사병은 일반적으로 40.6℃(105.1°F) 이상의 열중증과 함께 지남력 상실이 동반된다. 고전적 열사병에서는 일반적으로 땀이 부족하지만, 운동성 열사병에서는 일반적으로 땀을 흘린다.
열사병의 초기 징후 및 증상으로는 행동 변화, 혼란, 섬망, 어지럼증, 쇠약, 초조, 공격성, 불분명한 발음, 구역질, 구토 등이 있다. 일부 운동성 열사병 환자의 경우 발작과 괄약근 실금도 보고되었다. 또한, 운동성 열사병 환자는 과도하게 땀을 흘릴 수 있다. 골격근이 파괴되어 근육 파괴 산물이 혈류로 유입되어 장기 기능 장애를 일으키는 횡문근융해증은 운동성 열사병에서 나타난다.
치료가 지연되면 환자는 주요 장기 손상, 의식 상실, 심지어 장기 부전이 발생할 수 있다. 신속하고 적절한 치료가 없으면 열사병은 치명적일 수 있다.

## 원인
열사병은 체온 조절 메커니즘이 압도되어 비정상적으로 높은 체온을 초래하는 과도한 물질대사열 생성(운동)과 물리적 환경의 과도한 열, 그리고 불충분하거나 손상된 열 손실의 조합으로 인해 발생한다. 냉각을 억제하고 탈수를 유발하는 물질, 예를 들어 알코올, 흥분제, 약물 및 노화 관련 생리적 변화는 소위 "고전적" 또는 비운동성 열사병(NEHS)을 유발하며, 이는 주로 여름철 환기가 불충분한 상황에서 노인 및 허약한 개인에게 가장 흔하게 발생한다.
어린 아이들은 연령별 생리적 차이로 인해 열사병에 더 취약한데, 여기에는 질량 대비 표면적 증가(환경 열 흡수 증가), 미발달 체온 조절 시스템, 땀 분비율 감소, 체구 대비 혈액량 감소(피부로 혈액을 재분배하여 보상적 열 발산 감소)가 포함된다.

### 운동성 열사병
운동성 열사병(EHS)은 건강 문제나 약물 복용이 없는 젊은 사람에게도 발생할 수 있으며 –  주로 선수, 야외 노동자, 또는 더운 날씨에 격렬한 운동을 하는 군인이나 무거운 개인 보호 장비를 착용한 구조대원에게서 발생한다. 덥고 습한 환경에서는 습도가 땀과 증발을 통한 신체 냉각 능력을 감소시킨다는 점을 인지하는 것이 중요하다. 인간과 다른 온혈동물의 경우, 과도한 체온은 세포 호흡과 주요 장기 기능에 필수적인 생화학 반응을 조절하는 효소를 파괴할 수 있다.

### 자동차
외부 온도가 21°C(70°F)일 때, 직사광선 아래 주차된 차 내부 온도는 빠르게 49°C(120°F)를 초과할 수 있다. 차량에 홀로 남겨진 어린이나 노인들은 특히 열사병에 걸릴 위험이 크다. "차창을 약간 열어두어도 어린이나 노인의 열사병은 몇 분 안에 발생할 수 있다." 이들은 차 문을 열 수 없거나 (닫힌 차 안에서) 말로 불편함을 표현할 수 없으므로, 이들의 곤경은 주변 사람들이 즉시 알아차리지 못할 수 있다. 2018년 미국에서는 51명의 어린이가 뜨거운 차 안에서 사망했는데, 이는 2010년의 최고치인 49명을 넘어선 수치이다.
개는 전신에서 땀을 흘려 체온을 식힐 수 없으므로 차 안에서 열사병에 인간보다 훨씬 더 취약하다. 더운 날에는 개를 충분한 물과 함께 집에 두는 것이 권장되며, 만약 개를 데려가야 한다면 목적지 외부의 그늘진 곳에 목줄로 묶어두고 물그릇에 물을 충분히 담아주는 것이 좋다.

## 병태생리학
열사병의 병태생리학은 심한 열 과부하에 이어 신체의 체온 조절 메커니즘의 실패를 수반한다. 특히, 열사병은 염증 및 혈액응고 반응을 유발하여 혈관내피를 손상시키고 감소된 혈소판 수, 혈소판 응집, 골수에서의 혈소판 방출 억제 등 수많은 혈소판 합병증을 초래할 수 있다.
점점 더 많은 증거는 열과 운동으로 유발되는 내독소혈증을 포함하는 열사병의 두 번째 경로의 존재를 시사한다. 정확한 메커니즘은 아직 완전히 이해되지 않았지만, 이 모델은 극한의 운동과 열이 장 점막 장벽을 더 투과성으로 만들어 장내 그람 음성균의 지질다당류가 순환계로 이동할 수 있게 한다고 이론화한다. 높은 혈액 지질다당류 수치는 전신염증반응증후군을 유발하고 결국 패혈증 및 혈액 혈액응고, 다발성 장기 부전, 괴사, 중추 신경계 기능 장애와 같은 관련 결과를 초래할 수 있다.

## 진단
열사병은 징후와 증상에 기반한 임상적 진단이다. 일반적으로 40℃ 이상의 중심 체온 상승, 열 노출 또는 신체 활동 이력, 신경학적 기능 장애를 기준으로 진단된다. 그러나 고성능 지구력 스포츠를 하는 사람이나 발열이 있는 사람의 경우와 같이 높은 체온이 반드시 열사병의 존재를 나타내는 것은 아니다. 다른 열사병 환자의 경우 중심 체온이 항상 40℃를 넘는 것은 아니다. 따라서 열사병은 특정 온도 기준치보다는 증상의 복합체에 기반하여 더 정확하게 진단된다. 빈맥(또는 빠른 심박수), 빈호흡(빠른 호흡), 저혈압(낮은 혈압)은 흔한 임상 소견이다. 고전적 열사병 환자는 일반적으로 피부가 건조한 반면, 운동성 열사병 환자는 일반적으로 피부가 축축하거나 땀을 흘린다.
체온 (예: 직장 체온)은 열사병의 진단 및 관리에서 체온을 모니터링하는 데 선호되는 방법으로, 말초 체온 (예: 구강 또는 겨드랑이 체온)보다 정확하다.
열사병과 유사하게 나타날 수 있는 다른 질환으로는 수막염, 뇌염, 뇌전증, 약물 독성, 심한 탈수, 그리고 세로토닌 증후군, 신경이완제 악성 증후군, 악성 고열증, 갑상선 중독증과 같은 특정 대사 증후군이 있다.

## 예방
열사병의 위험은 과열 및 탈수를 피하기 위한 예방 조치를 준수함으로써 줄일 수 있다. 가볍고 헐렁한 옷은 땀이 증발하여 몸을 식히는 데 도움이 된다. 밝은 색상의 넓은 챙 모자는 태양열이 머리와 목을 따뜻하게 하는 것을 막는 데 도움이 된다. 모자의 통풍구는 머리를 식히는 데 도움이 되며, 시원한 물에 적신 땀 밴드도 마찬가지이다. 더운 날씨, 특히 햇빛이 강한 시간대에는 격렬한 운동을 피해야 한다. 사람이 아플 때는 격렬한 운동을 피해야 하며, 운동 강도는 자신의 체력 수준에 맞춰야 한다. 에어컨이나 적절한 환기가 없는 밀폐 공간(예: 자동차)을 피한다.
폭염과 더운 계절에는 고전적 열사병을 피하기 위해 에어컨이 있는 공간에 머무르고, 선풍기를 사용하며, 자주 냉수 샤워를 하고, (특히 노인이나 장애인의 경우) 사회적 접촉 및 건강 확인을 늘리는 등의 추가 조치를 취할 수 있다.
더운 날씨에는 땀으로 손실된 수분을 보충하기 위해 시원한 액체와 무기염을 충분히 마셔야 한다. 목마름은 사람이 수분을 필요로 하는 신뢰할 수 있는 신호가 아니다. 더 나은 지표는 오줌의 색이다. 짙은 노란색은 탈수를 나타낼 수 있다.
작업자를 열 스트레스로부터 보호하는 데 도움이 되는 몇 가지 조치:
- 열 관련 질병의 징후/증상을 인지한다.
- 직사광선 및 기타 열원으로부터 차단한다.
- 목마르기 전에 자주 수분을 섭취한다.
- 가볍고 밝은 색상의 헐렁한 옷을 입는다.
- 알코올이나 카페인이 함유된 음료를 피한다.

## 치료
열사병의 치료는 표준 소생술과 함께 빠른 기계적 냉각을 포함한다.
체온은 열전도, 대류 또는 증발을 통해 빠르게 낮춰야 한다. 냉각 중에는 체온을 39°C 미만, 이상적으로는 38~38.5°C 미만으로 낮춰야 한다.
현장에서 환자를 실내나 그늘진 곳과 같이 시원한 곳으로 옮겨야 한다. 수동 냉각을 통한 열 손실을 촉진하기 위해 옷을 벗겨야 한다. 가능하면 얼음물 침수와 같은 전도 냉각 방법도 사용해야 한다. 시원한 물 스프레이 또는 냉찜질과 팬이나 에어컨 장치와 같은 지속적인 공기 흐름을 결합한 증발 및 대류 냉각도 효과적인 대안이다.
병원에서 기계적 냉각 방법으로는 얼음물 침수, 차가운 정맥 주사액 주입, 환자 주변에 얼음 팩 또는 젖은 거즈 배치, 부채질 등이 있다. 적극적인 얼음물 침수는 운동성 열사병의 최적표준으로 남아 있으며, 고전적 열사병에도 사용될 수 있다. 이 방법은 여러 사람의 노력이 필요할 수 있으며, 치료 과정 동안 환자를 주의 깊게 모니터링해야 한다. 의식이 없는 사람에게는 침수를 피해야 하지만, 대안이 없는 경우 머리를 물 위로 내민 상태로 적용할 수 있다. 빠르고 효과적인 냉각은 일반적으로 동반되는 장기 기능 장애를 역전시킨다.
매우 차가운 물에 담그는 것은 한때 피부로의 혈류를 줄여 신체 중심에서 열이 빠져나가는 것을 막음으로써 비생산적이라고 생각되었다. 그러나 연구에 따르면 이 메커니즘은 차가운 물로 인한 중심 체온 감소에 지배적인 역할을 하지 않는다.
다른 형태의 열중증을 치료하는 데 사용되는 근육 이완제인 단트롤렌은 열사병에 효과적인 치료법이 아니다. 아스피린과 아세트아미노펜과 같은 해열제도 열사병 치료에서 체온을 낮추는 수단으로는 권장되지 않으며, 그 사용은 간 손상을 악화시킬 수 있다.
환자가 심정지에 빠지면 심폐소생술이 필요할 수 있다.
환자의 상태는 훈련받은 의료진에 의해 재평가되고 안정화되어야 한다. 그리고 환자의 심박수와 호흡을 모니터링해야 한다. 순환 부전 및 장기 기능 장애에는 일반적으로 정맥 수액 소생술이 필요하며, 횡문근융해증이 있는 경우에도 지시된다. 심한 경우에는 혈액투석과 인공호흡기 지원이 필요할 수 있다.

## 예후
고전적 열사병을 겪은 노인의 사망률은 50%를 초과한다. 운동성 열사병의 사망률은 5% 미만이다.
열사병은 영구적인 후유증을 거의 남기지 않으며 회복이 거의 완전히 이루어진다고 오랫동안 믿어졌다. 그러나 1995년 시카고 폭염 이후, 시카고 대학교 의료 센터 연구원들은 1995년 7월 12일부터 20일 사이에 12개 지역 병원에서 집중 치료가 필요할 정도로 심각한 열사병 환자 58명(연령 25세에서 95세)을 모두 연구했다. 이 환자들의 거의 절반이 1년 이내에 사망했으며 –  병원 퇴원 전 21%, 퇴원 후 28%였다. 생존자 중 상당수는 독립적인 기능의 영구적인 상실을 겪었다. 퇴원 시 3분의 1은 심각한 기능 장애를 겪었으며, 1년 후에도 아무도 호전되지 않았다. 이 연구는 또한 위기 동안 모든 참여 병원에서 과밀 상태로 인해 중요한 즉각적인 치료가 –  충분히 포괄적이지 못했다는 점을 인정했다.
드물게는 심한 열사병의 영구적인 후유증으로 뇌 손상이 보고되었으며, 가장 흔한 것은 소뇌 위축증이다.

## 역학
성별, 연령, 지리적 위치, 직업 등 다양한 요인이 열사병 발생률에 영향을 미칠 수 있다. 열사병 발생률은 남성에게서 더 높지만, 다른 열 질환 발생률은 여성에게서 더 높다. 여성의 다른 열 질환 발생률은 1,000인년당 1.30~2.89명이었고, 남성은 1,000인년당 0.98~1.98명이었다.
세계 각 지역마다 열사병 발생률이 다르다.
2003년 유럽 폭염 기간 동안 7만 명이 넘는 사람들이 열 관련 질병으로 사망했으며, 2022년 유럽 폭염 기간 동안 61,672명이 열 관련 질병으로 사망했다.

## 사회와 문화
슬라브족 신화에는 일사병을 의인화한 폴루드니차('정오의 여인')가 있는데, 이 여성 악마는 흰 옷을 입고 정오에 밭에서 일하는 사람들에게 손상이나 죽음을 초래한다. 이 악마의 공격을 피하기 위해 정오에는 전통적으로 수확 작업이 잠시 중단되었다. 안토닌 드보르자크의 교향시 정오의 마녀는 이 전통에서 영감을 받았다.

## 기타 동물
열사병은 가축, 특히 덥고 습한 날씨에, 또는 말이, 소가, 양 등이 부적합하거나, 과체중이거나, 털이 빽빽하거나, 과로하거나, 직사광선 아래 마구간에 방치될 경우 영향을 미칠 수 있다. 증상으로는 침 흘림, 헐떡거림, 고열, 땀 흘림, 빠른 맥박 등이 있다.
동물은 그늘로 옮기고, 찬물로 몸을 적신 후 물이나 전해질 음료를 제공해야 한다.

## 같이 보기
- 열중증
- 일사병
- 온열질환